# Раде Металац
Раде Металац (право име Благоје Ристић) је рођен 1921. године у Прилепу (отац му је био родом из села Доњег Коњувца код Лесковаца). Учио је гимназију, али је после прешао на браварски занат.
Врло млад ступио је у редове радничке омладине и напредног покрета. Године 1936. основао је у Прилепу КУД 'Абрашевић' и Раде је био међу првим руководећим пословима. Исто тако био је активан у експералитном друштву. Крајем 1938. године постао је члан СКОЈ-а, а јануара 1939. године члан КПЈ. Године 1940. изабран је за секретара основне организације металаца. Крајем исте године постаo је секретар Месног комитета СКОЈ-а и члан Месног комитета у Прилепу.
На једном илегалном састанку ухапшено је те године око тридесетак чланова Партије и стручних руководиоца међу којима је и Раде Металац. У затвору и на суду се добро одржао. Када је изашао на слободу наставио је сa својим активним политичким радом, те је крајем 1940. године са групом од преко 40 активиста из Прилепа интерниран у концентрционом логору у Ивањици.
После априлског слома Раде Металац наставиo je и даље као члан Месног комитета Партије у Прилепу. Ухапшен је 2. августа 1941. године и протеран за Србију заједно са родитељима.
У Лесковцу је одмах повезан и наставио је активни рад. По формирању одреда на Кукавици, Раде Металац је ступио у тај одред, али је враћен у Лесковац где је постао члан Окружног комитета и секретар ОР СКОЈ-а. У оквиру овог месног комитета (Лесковац) имао је врло важну улогу. Раде Металац страдао је 11. октобра 1942. године. Био је ухапшен од стране љотићеваца. Љотићевци су га затворили у зграду О. Ш. „Вук Караџић“, где је био мучен, али није одао ништа. Те исте ноћи један од љотићеваца револвером је смртно ранио Рада Металца. Његовом смрћу Месни комитет у Лесковцу задобио је најтежи губитак.